# 2954 Delsemme
A 2954 Delsemme (ideiglenes jelöléssel 1982 BT1) a Naprendszer kisbolygóövében található aszteroida. Edward L. G. Bowell fedezte fel 1982. január 30-án.